# Schatzalp-Bahn
| Schatzalp-Bahn                               | Schatzalp-Bahn      |
| -------------------------------------------- | ------------------- |
| Schatzalp-Bahn, Ausweichstelle im Mittelteil |                     |
| Streckenlänge:                               | 0,716 km            |
| Spurweite:                                   | 1000 mm (Meterspur) |
| Maximale Neigung:                            | 473.9 ‰             |
|                                              |                     |

Die Schatzalp-Bahn ist eine Standseilbahn in Davos im Schweizer Kanton Graubünden und verbindet Davos Platz auf 1557 m ü. M. mit der Schatzalp auf 1861 m ü. M.

## Geschichte
Die Bahn wurde zwischen dem 29. April und dem 25. Dezember 1899 durch das Werk Von Roll erstellt und diente ursprünglich der Verbindung zwischen Davos Patz und dem Sanatorium Schatzalp, das sich damals im Bau befand. Für die Stromversorgung der Bahn reichte die vorhandene Infrastruktur nicht aus. Darum wurden gasbetriebene Motoren installiert, die ihrerseits elektrische Generatoren antrieben, die den notwendigen Strom für den Bahnbetrieb lieferten.
Die fahrplanmässige Aufnahme des Bahnbetriebes erfolgte am 25. Dezember 1899.
Die heutige Hotelanlage auf der Schatzalp entstand von 1898 bis 1900 und wurde am 21. Dezember 1900 als Sanatorium eröffnet. Für die Planung und die Bauausführung waren die Zürcher Architekten Otto Pfleghard und Max Haefeli zuständig. Seit 1954 ist das ehemalige Sanatorium ein Berghotel. Das Haus im Jugendstil ist erhalten geblieben.
Die Bahn setzt seit 2001 moderne Wagen von Gangloff ein.

## Bahndaten
Die bauliche Länge der Strecke beträgt 716 Meter, die Steigung im unteren Teil 36 % und im oberen Teil 47,39 % bei einer Spurbreite von einem Meter. Der elektrische Antrieb der Bahn befindet sich in der Bergstation. Die ursprünglichen Wagen hatten drei geschlossene Abteile sowie ein offenes Abteil, zwei Führerstände und ein Fassungsvermögen von 36 Personen. 2001 wurden die alten Wagen durch moderne Wagen des Seilbahnherstellers Gangloff eingesetzt.